# Jean-Louis Borg
Pour les articles homonymes, voir Borg.
Jean-Louis Borg, né le 19 mars 1964 à Maisons-Alfort, est un entraîneur de basket-ball français.

## Biographie
Issu d'une famille de basketteurs, il effectue une carrière de joueur au sein du club de OS Hyères, il a évolué de Nationale 3 à la Nationale 2. Il effectue également une carrière d'arbitre, évoluant au niveau de la Nationale 1 féminine.
En parallèle de sa carrière d'arbitre, il s'occupe des équipes de jeunes de Hyères-Toulon. Puis, il met un terme à sa carrière d'arbitre et prend en charge la responsabilité de l'équipe pro. Le club évolue en Pro B puis en Pro A.
À l'issue de la saison 2004-2005, qui voit le club varois terminer 12e de Pro A - soit le meilleur classement de l'histoire du club - Jean-Louis Borg est pourtant remercié sans grande élégance par l'équipe dirigeante (MM. F. Veyrat et F. Beaux) qui lui préfère Jean-Michel Sénégal, venu de la JA Vichy, qui descend alors en Pro B (dernier de Pro A). En fait, les deux coachs se croiseront puisque Jean-Louis Borg rejoint quant à lui la JA Vichy (JAV), dont l'objectif est de retrouver la Pro A. 
La première saison à JA Vichy en 2005-2006 voit le club éliminé au stade des quarts de finale des playoffs, mais l'objectif de la remontée dans l'élite est atteint la saison suivante 2006-2007 au terme d'une saison que la JAV domine de la tête et des épaules. Jean-Louis Borg a en effet fait naître au sein du groupe vichyssois des valeurs de solidarité bâties autour d'une assise défensive exceptionnelle qui ont écrasé les adversaires en Pro B. 
Pour le retour de la JA Vichy dans l'élite lors de la saison 2007-2008, Jean-Louis Borg choisit de conserver pour son équipe la même ossature, ce qui conduit, dans une belle unanimité, l'ensemble des spécialistes à prédire pour la JAV une seizième et dernière place, synonyme de relégation. Mais, bien loin de trouver ses limites, l'équipe thermale réalise un excellent parcours qui permet dans un premier temps à la JAV de disputer la semaine des as 2008 qui, ironie de l'histoire, se déroule à Toulon. Après avoir aisément disposé du Mans en quarts de finale, la JAV retrouve l'équipe locale du HTV, désormais dirigée par Alain Weisz, en demi-finale. Les hommes de Jean-Louis Borg l'emportent au terme d'un match épique, dans les dernières secondes grâce à un panier à 3 points de Jimmal Ball. La JAV est ensuite largement battue en finale par Cholet le 10 février 2008. En fin de saison, les vichyssois se qualifient pour les playoffs où ils échouent en quarts de finale devant le futur champion Nancy. La JAV termine à la 7e place et meilleure défense de Pro A.
Le travail défensif réalisé par Jean-Louis Borg avec son équipe n'a pas laissé indifférent. En février 2008, il est choisi comme assistant par le nouveau sélectionneur national Michel Gomez aux côtés également de Jacky Commères,
Son parcours à JA Vichy prend fin au printemps 2010, au terme de cinq saisons. Il rejoint alors la JDA DIjon Basket, prêt à relever une fois de plus le défi de la remontée. Pari réussi pour le technicien varois qui permet à la JDA Dijon de retrouver l'élite après une saison passée en Pro B.
Jean Louis a annoncé aux partenaires qu'il resterait à la JDA pour la saison 2015-2016 malgré le départ du président Michel Renault. En fait, s'il reste au club, Borg devient manager général. Il travaille donc avec Laurent Legname, qu'il avait entraîné pendant dix ans à Hyères-Toulon, entre 1995 et 2005.

## Club
Joueur 
- 1981-1990 :  OS Hyères (Nationale 3 puis Nationale 2)

 Entraîneur 
- 1994-2005 :  Hyères-Toulon (Pro B puis Pro A)
- 2005-2010 :  JA Vichy (Pro B puis Pro A
- 2010-2011    Dijon (Pro B puis Pro A)
- 2011-2012          Dijon (pro A)
- 2012-2013          Dijon (pro A)
- 2013-2014          Dijon (pro A)
- 2014-2015          Dijon (pro A)
- 2015-2016          Dijon (pro A) manager général sportif

## Palmarès
Compétition nationale 
- Champion de France de Pro B en 2007
- Finaliste semaine des as 2008
- Demi-finaliste semaine des As 2010

### Distinction personnelle
- Élu meilleur entraîneur de Pro A en 2013-2014 avec Dijon[3].